# Симбріаш

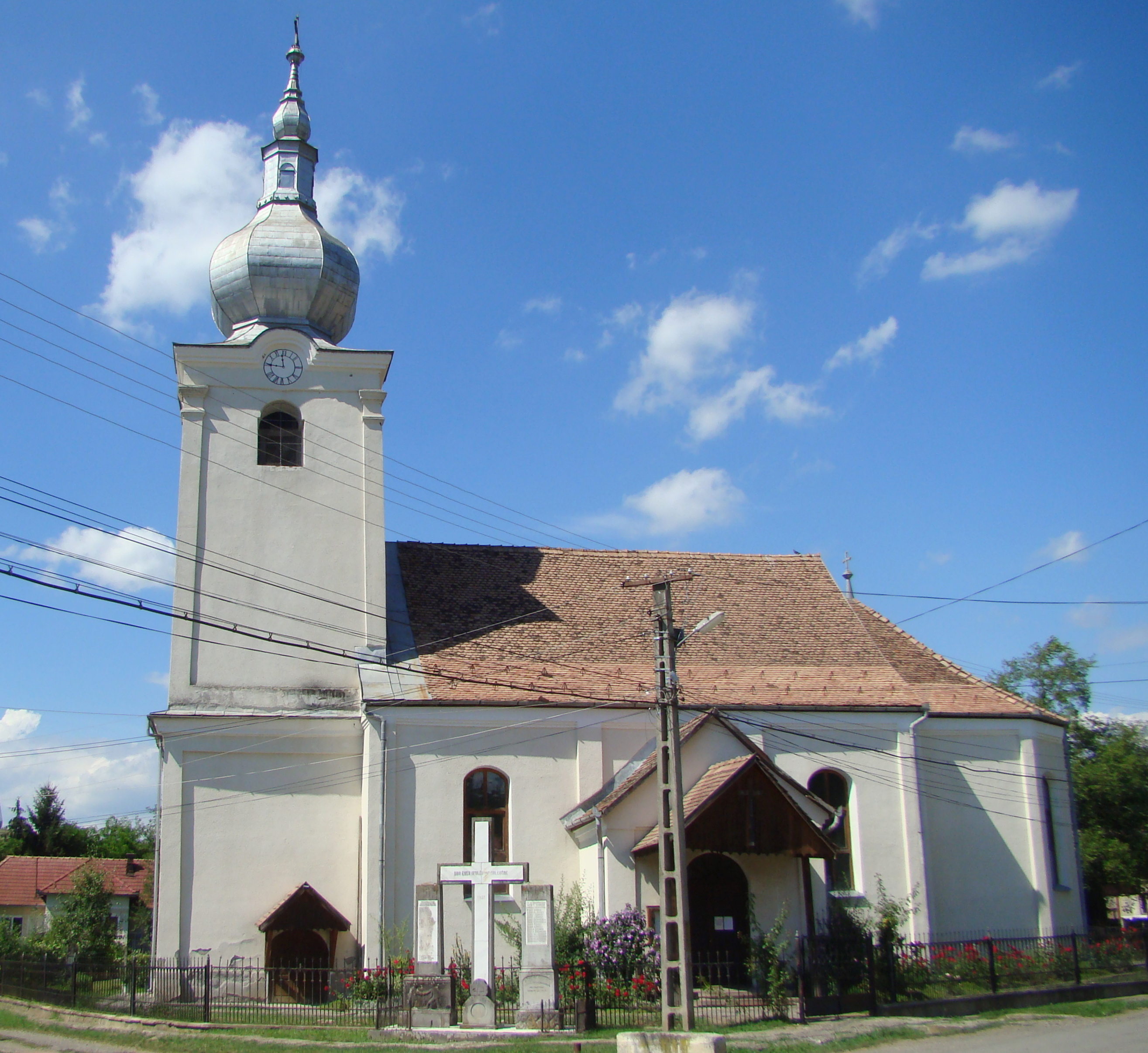

Симбріаш (рум. Sâmbriaș) — село у повіті Муреш в Румунії. Входить до складу комуни Ходоша.
Село розташоване на відстані 266 км на північ від Бухареста, 24 км на північний схід від Тиргу-Муреша, 94 км на схід від Клуж-Напоки, 127 км на північний захід від Брашова.

## Населення
За даними перепису населення 2002 року у селі проживали 722 особи.
Національний склад населення села:
| Національність | Кількість осіб | Відсоток |
| -------------- | -------------- | -------- |
| угорці         | 705            | 97,6%    |
| цигани         | 15             | 2,1%     |

Рідною мовою назвали:
| Мова      | Кількість осіб | Відсоток |
| --------- | -------------- | -------- |
| угорська  | 705            | 97,6%    |
| циганська | 15             | 2,1%     |